# 韋伯斯特鎮區 (明尼蘇達州賴斯縣)
韋伯斯特鎮區（英語：Webster Township）是位於美國明尼蘇達州賴斯縣的一個行政鎮區。

## 地方資料
韋伯斯特鎮區的面積為92.40平方千米，當中陸地面積為90.80平方千米，而水域面積為1.60平方千米。根據2020年美國人口普查的數據，當地共有人口1777人，而人口密度為每平方千米19.23人。